# 모용쇄해
모용쇄해(慕容碎奚, 330~371, 재위352~371) 혹은 벽해(辟奚)는 4~6세기 건립된 토욕혼(吐谷渾)의 4대 지도자로 모용엽연(慕容葉延)의 아들이다.
351년, 부친 모용엽연이 사망하고 모용쇄해가 즉위했다. 371년, 전진(前秦) 부견(苻堅)이 구지(仇池)의 양찬(楊纂)을 격파하자, 모용쇄해는 두려워하여 전진에 말 50필과 금은 500근을 조공하였다. 부견은 그를 안원장군강천후(安遠將軍漒川侯)에 임명하였다. 성품이 인후하였으나, 장사(長史) 종악지(鍾惡地)가 전횡을 부리던 남동생 3명을 죽이자, 모용쇄해는 걱정이 많다 못해 병이 걸렸고, 아들 모용시련(慕容視連)을 세자(世子)로 삼고 정사를 맡겼으며, 얼마 되지 않아 사망하였다.